# Julián Herranz Casado
Julián Herranz Casado (Baena, 31. ožujka 1930.) španjolski je kardinal Katoličke Crkve. Od 1994. do 2007. obnašao je dužnost predsjednika Papinskog vijeća za tumačenje zakonskih tekstova u Rimskoj kuriji, a 2003. ga je papa Ivan Pavao II. imenovao kardinalom.
Nakon što je bio deset godina kardinal-đakon, papa Franjo ga je 12. lipnja 2014. promaknuo u kardinala-svećenika.